# Постійненська сільська рада
Пості́йненська сільська́ ра́да — орган місцевого самоврядування в Костопільському районі Рівненської області. Адміністративний центр — село Постійне.

## Загальні відомості
- Постійненська сільська рада утворена в 1939 році.
- Територія ради: 78,78 км²
- Населення ради: 2 110 осіб (станом на 2001 рік)

## Населені пункти
Сільській раді підпорядковані населені пункти:
- с. Постійне
- с. Ганнівка
- с. Перелисянка

## Склад ради
Рада складається з 16 депутатів та голови.
- Голова ради: Жук Микола Устимович
- Секретар ради: Жук Світлана Адамівна

### Керівний склад попередніх скликань
| Прізвище, ім'я, по батькові | Основні відомості                                                             | Дата обрання | Дата звільнення |
| --------------------------- | ----------------------------------------------------------------------------- | ------------ | --------------- |
| Жук Микола Устинович        | Сільський голова, 1958 року народження                                        | 26.03.2006   | 31.10.2010      |
| Жук Микола Устимович        | Сільський голова, 1958 року народження, освіта середня загальна, безпартійний | 31.10.2010   |                 |

Примітка: таблиця складена за даними сайту Верховної Ради України